# 聖瑪麗斯 (印地安納州弗洛伊德縣)
聖瑪麗斯（英語：Saint Marys）是位於美國印地安納州弗洛伊德縣的一個非建制地區。該地的面積和人口皆未知。